# Ісмаїль Кейбаши
Ісмаїль Кейбаши (тур. İsmail Köybaşı, нар. 10 липня 1989, Іскендерун) — турецький футболіст, захисник клубу «Гезтепе».
Чемпіон Туреччини. Володар Кубка Туреччини. 

## Клубна кар'єра
Народився 10 липня 1989 року в місті Іскендерун. Вихованець юнацьких команд футбольних клубів «Іскандерун», «Іскандерун Карталспор» та «Газіантепспор».
У дорослому футболі дебютував 2006 року виступами за команду клубу «Газіантепспор», в якій провів три сезони, взявши участь у 28 матчах чемпіонату. 
До складу клубу «Бешикташ» приєднався 2009 року. Протягом наступних семи років відіграв за цю стамбульську команду 111 матчів в національному чемпіонаті.
14 липня 2016 року уклав трирічний контракт з «Фенербахче».

## Виступи за збірні
2007 року провів одну гру у складі юнацької збірної Туреччини.
Протягом 2008–2009 років залучався до складу молодіжної збірної Туреччини. На молодіжному рівні зіграв у 7 офіційних матчах.
2009 року дебютував в офіційних матчах у складі національної збірної Туреччини. Наразі провів у формі головної команди країни 28 матчів.

## Титули і досягнення
- Чемпіон Туреччини (2):

«Бешикташ»:  2015-16
«Трабзонспор»: 2021-22
- Володар Кубка Туреччини (1):

«Бешикташ»:  2010-11
- Володар Суперкубка Туреччини (1):

«Трабзонспор»: 2022